# Szusza Ferenc Stadion
Szusza Ferenc Stadion er et fodboldstadion beliggende i Budapest-bydelen Újpest, og er hjemmebane for Újpest FC. Det er designet af Alfréd Hajós, og blev indviet 17. september 1922. I 2000-01 renoverede man anlægget, så det fik en samlet tilskuerkapacitet på 13.501.
I 2003 fik stadionet det nuværende navn, opkaldt efter angriberen Ferenc Szusza (1923-2006), som fra 1941 til 1960 spillede 463 kampe for Újpest FC, og scorede 392 mål.

## Historie
Efter et års byggeri af stadionet, blev det åbnet 17. september 1922 med en kamp imellem lokalrivalerne Újpest FC og Ferencváros, som endte 2-1 til hjemmeholdet. Fra juni 1925 til juni 1929 var der cykelbane i kanten af banen, så stedet kunne benyttes som Velodrom. På grund af cykelbanen, kunne der kun lukkes 15.000 tilskuere ind. En oversvømmelse i 1945 ødelagde tribunerne, men efter renoveringen i 1946 blev Megyeri uti stadion det største stadion i Ungarn, med en kapacitet på 45.117 tilskuere. Stadionet lagde græs til den første landskamp i 1948, da Ungarn slog Rumænien med 9-0.
I midten af 1950'erne blev der etableret et spor til atletikudøvere, hvilket nedsætte kapaciteten til 32.000 tilskuere. I april 1968 installerede man lysmaster på stedet, og året efter afviklede man Inter-Cities Fairs Cup finalen mellem Újpest FC og Newcastle United. I 1972 og 2007 blev finalen i pokalturneringen (Magyar Kupa) spillet her.
I årene 2000 til 2001 blev stadion fuldstændig renoveret, og ændret til at der nu kunne være 13.501 siddende tilskuere på overdækkede tribuner.
I 2003 skiftede Megyeri úti stadion navn til det nuværende, Szusza Ferenc Stadion.